# Det Sjællandske Jernbaneselskab
Det Sjællandske Jernbaneselskab var ett järnvägsföretag i Danmark. Företaget togs över av danska staten 1880.